# Lukas Rupp
Pour les articles homonymes, voir Rupp.
Lukas Rupp, né le 8 janvier 1991 à Heidelberg en Allemagne, est un footballeur allemand. Il évolue au poste de milieu offensif.

## Biographie
Le 29 juin 2016, il s'engage pour quatre ans avec le TSG Hoffenheim.
Le 13 janvier 2020, Lukas Rupp s'engage en faveur de Norwich City. Il signe un contrat courant jusqu'en juin 2022.

### En club
- Norwich City
  - Champion d'Angleterre de D2 en 2021.